# Rafael Montero Revette
Rafael Ángel Montero Revette es un militar venezolano, quien fue ministro de Defensa entre 1994 y 1995, durante el final gobierno interino de Ramón J. Velásquez y el inicio del segundo gobierno de Rafael Caldera.

## Biografía
Montero fue comandante del Ejército en la frontera con Colombia.
Tras tensiones entre el presidente Velásquez y Radamés Muñoz León, Caldera ganó las elecciones y anunció que cambiaría la cúpula militar. Montero Revette fue nombrado nuevo ministro de Defensa por Ramón J. Velásquez y ratificado por Rafael Caldera. Fue el encargado de preparar el sobreseimiento para Hugo Chávez y 400 oficiales que participaron en el intento de golpe de Estado del 4F.
En 2017 emitió un comunicado junto al Frente Institucional Militar, del cual es miembro, que se declaraba que «se ha roto el hilo constitucional» y le pedían al ejército que escuchara al pueblo.
En 2019 publicó un documento junto a otros integrantes retirados de las FANB solicitándole «medidas extremas» al presidente de la Asamblea Nacional, Juan Guaidó, considerando válida «incluso la ayuda militar de una coalición internacional».